# Adolf Walery Formiński
Adolf Walery Formiński (ur. 1845, zm. 1928 w Warszawie) – działacz robotniczy i niepodległościowy, stolarz.

## Życiorys

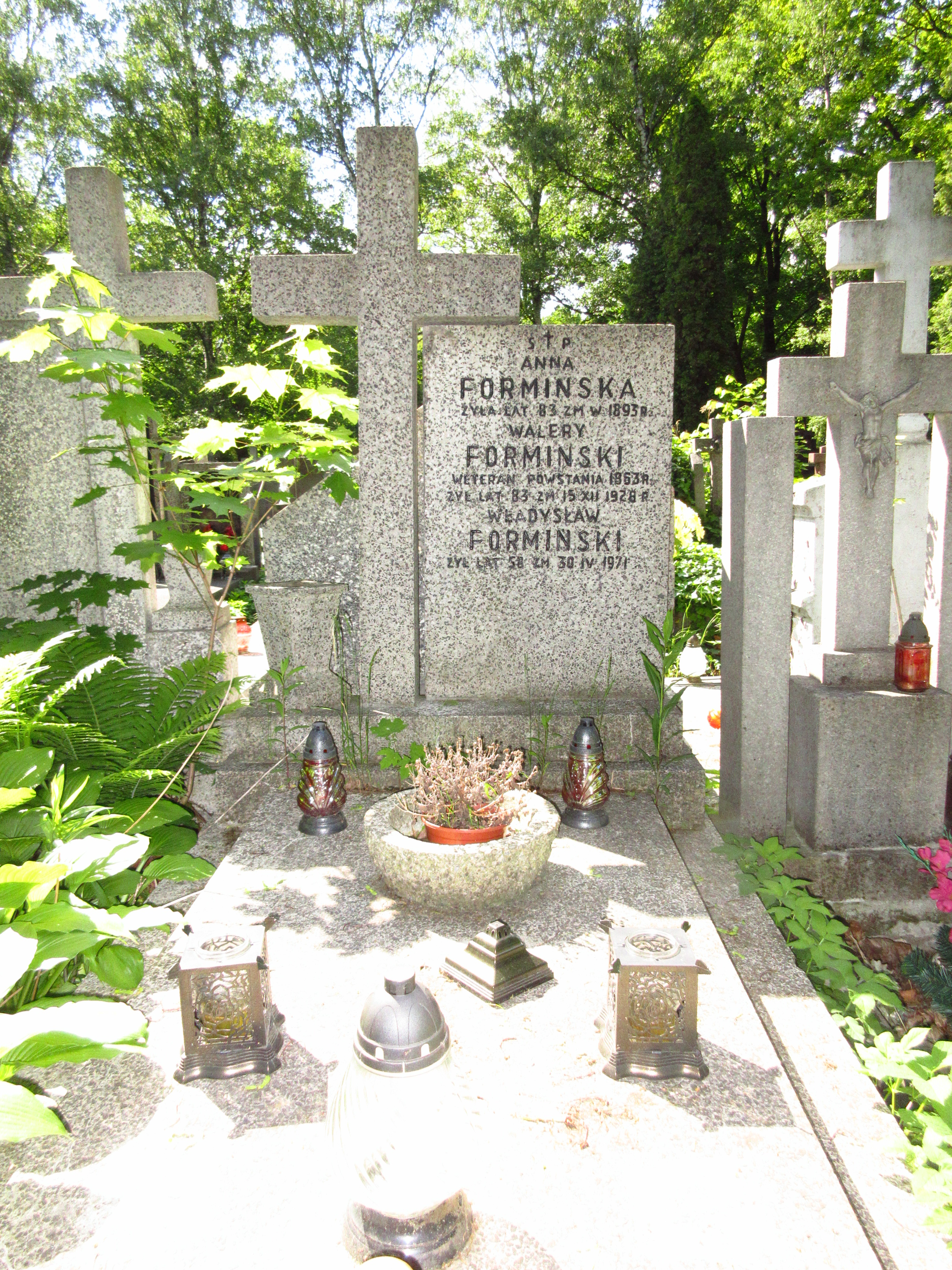
Grób Adolfa Walerego Formińskiego na cmentarzu Bródnowskim

Był działaczem robotniczym uczestniczącym w tworzeniu kółek partyjnych I Proletariatu, pracował jako stolarz. Aresztowano go jesienią 1885, podczas procesu otrzymał wyrok 16 lat zesłania na Syberii Wschodniej. Na miejsce zesłania dotarł wraz z rodziną we wrześniu 1886 r. Przebywali na Sachalinie do 1904 roku, a następnie przenieśli się do Władywostoku, gdzie zamieszkiwali do 1914. Do Warszawy powrócił w grudniu 1914. W wolnej ojczyźnie pracował w Ministerstwie Poczt i Telegrafów. Został członkiem Stowarzyszenia b. Więźniów Politycznych, podczas zjazdu Stowarzyszenia w grudniu 1927 r. pełnił funkcję honorowego przewodniczącego Zjazdu. Pochowany na cmentarzu Bródnowskim (35A/III/14).